# 2,4-Dichloroacétophénone
La 2,4-dichloroacétophénone est une cétone aromatique de formule brute C8H6Cl2O utilisée comme base de départ pour la synthèse de produits antifongiques tel le kétoconazole, le miconazole ou l'itraconazole.